# 撣族民主黨
撣族民主黨（緬甸語： [ʃáɴ táɪɴjɪ́ɴðámjá dìmòkərɛʔtɪʔ pàtì]；縮寫：SNDP），在2010年緬甸議會選舉中亦被稱爲白虎黨、 Kya Phyu黨。該黨正式成立於2010年4月。其黨總部位於仰光的南奧克拉帕鄉，黨主席爲曾任撣族爭取民主同盟總書記的世艾跑。該黨主要在撣邦、克欽和克耶邦、曼德勒、仰光、巴戈和實皆地區進行競選活動。但在這些選區中，該黨更重視獲得撣邦、克欽邦和曼德勒選區選民的支持。2011年12月，該黨將其黨總部遷往了黨主席世艾跑的居住地——撣邦首府東枝。在2010年大選落幕後，該黨的兩名議員世艾跑和賽諾康被任命為撣邦政府的部長。2010年12月13日到15日，該黨召開了第一次黨代會，並選出了一個21人的中央黨委會。在2012年的議會補選中，該黨贏得了北撣邦選區的一個上議院議席，成爲除聯邦鞏固與發展黨和全民盟外唯一一個在是次選舉中贏得議席的政黨。

## 歷史
撣族民主黨的前身撣族爭取民主同盟（緬甸語： [ʃáɴ ʔəmjóðá dìmòkəɹèsì ʔəpʰwḛdʑoʊʔ]；縮寫SNLD）是一個代表撣族利益的政黨。撣族爭取民主同盟在昆吞烏的領導下，於1990年緬甸議會選舉中大獲全勝，成爲了議會的第二大黨。但這次選舉並沒有獲得軍方的認可。此同盟與昂山素姬領導的全民盟關係親密。2005年，在一次關於國家政治的午餐談話之後，昆吞烏和其他撣邦民聯的領袖被當局以叛國罪和煽動反政府罪逮捕。其中，昆吞烏被判刑93年。在2010年的大選中，該黨在緬甸聯邦議會中贏得了22席。2012年1月13日，昆吞烏和其它650名被判刑人员获释。

## 選舉結果

### 上議院
| 選舉年份   | 贏得席次 | 總票數  | 共享票數 | 選舉結果     | 領袖   |
| ---------- | -------- | ------- | -------- | ------------ | ------ |
| 2010年     | 3 / 224  | 496,039 |          | ▲3席；反對派 | 世艾跑 |
| 2012年補選 | 4 / 224  |         |          | ▲1席；反對派 | 世艾跑 |

### 下議院
| 選舉年份   | 贏得席次 | 總票數  | 共享票數 | 選舉結果                     | 領袖   |
| ---------- | -------- | ------- | -------- | ---------------------------- | ------ |
| 1990年     | 23 / 492 | 222,821 | 1.7%     | ▲23席；選舉結果 未獲軍方承認 | 昆吞烏 |
| 2010年     | 18 / 440 | 508,780 | 2.44%    | ▼5席；反對派                 | 世艾跑 |
| 2012年補選 | 18 / 440 |         |          | ━ ；反對派                   | 世艾跑 |

### 補選
| 選舉年份   | 總席次                      | 參選席次                   | 獲得席次                   | 失去席次                   | 總票數 | 共享票數 | 選舉結果                        |
| 2012年補選 | 37 （下議院）/ 5 （上議院） | 1 （下議院）/ 3 （上議院） | 0 （下議院）/ 1 （上議院） | 1 （下議院）/ 2 （上議院） |        |          | 獲得1原屬國家鞏固與發展黨的議席 |
| 2014年補選 | 13 （下議院）/ 6 （上議院） |                            |                            |                            |        |          | 選舉取消                        |